# Thomas Kyle
Thomas Kyle (1858. november 10. – 1932. március 7.) angol nemzetközi labdarúgó-játékvezető. Polgári foglalkozása szállítási súly ellenőr.

## Pályafutása

### Nemzeti játékvezetés
Nemzeti labdarúgó-szövetségének megfelelő játékvezető bizottsága minősítése alapján lett az The Football League játékvezetője. A küldési gyakorlat szerint rendszeres partbírói szolgálatot is végzett. A nemzeti játékvezetéstől 1909-ben vonult vissza.

### Nemzetközi játékvezetés
Az Angol labdarúgó-szövetség Játékvezető Bizottsága (JB) terjesztette fel nemzetközi játékvezetőnek, a Nemzetközi Labdarúgó-szövetség (FIFA) 1908-tól tartotta nyilván bírói keretében. A FIFA JB központi nyelvei közül a angolt beszéli. Több nemzetek közötti válogatott és klubmérkőzést vezetett, vagy működő társának partbíróként segített. A  nemzetközi játékvezetéstől 1909-ben búcsúzott. Válogatott mérkőzéseinek száma: 4.

#### Olimpiai játékok

##### 1908. évi nyári olimpiai játékok
Az  1908. évi nyári olimpiai játékok labdarúgó tornáján a FIFA JB bírói szolgálatra alkalmazta.

###### Labdarúgás az 1908. évi nyári olimpiai játékokon
| Időpont           | Helyszín                   | Mérkőzés típusa   | Mérkőzés            | Eredmény | Nézők száma |
| ----------------- | -------------------------- | ----------------- | ------------------- | -------- | ----------- |
| 1908. október 19. | White City Stadion, London | egyik negyeddöntő | Franciaország–Dánia | 0 – 9    | 2000        |